# Grallaricula cucullata
Grallaricula cucullata е вид птица от семейство Grallariidae. Видът е световно застрашен, със статут Уязвим.

## Разпространение
Видът е разпространен във Венецуела и Колумбия.